# ديفيد ماثيوز (لاعب اتحاد الرغبي)
ديفيد ماثيوز (بالإنجليزية: David Matthews)‏ هو لاعب اتحاد الرغبي بريطاني، ولد في 17 أبريل 1937، وتوفي في 19 يونيو 2019.